# BitTornado
BitTornado is een vrije en opensource-BitTorrentclient voor het overbrengen van computerbestanden over een netwerk, waaronder het internet. Het werd ontwikkeld door John Hoffman. BitTornado is gebaseerd op de oorspronkelijke BitTorrentclient, met toevoeging van volgende functies:
- Up- en downloadsnelheid beperken
- Gedetailleerde informatie over de snelheden van andere peers
- Prioriteit instellen voor downloads
- UPnP-poortforwarding
- IPv6-ondersteuning
- PE/MSE-ondersteuning sinds versie 0.3.18